# Limnonectes isanensis
Espèce
Limnonectes isanensis est une espèce d'amphibiens de la famille des Dicroglossidae.

## Répartition
Cette espèce est endémique de la province de Loei en Thaïlande.

## Description
Les mâles mesurent de 43,69 à 102,16 mm et les femelles de 46,57 à 56,34 mm.

## Étymologie
Son nom d'espèce, composé de isan et du suffixe latin -ensis, « qui vit dans, qui habite », lui a été donné en référence au lieu de sa découverte, la région d'Isan.

## Publication originale
- (en) McLeod, Kelly & Barley, 2012 : “Same-Same but Different”: Another New Species of the Limnonectes kuhlii Complex from Thailand (Anura: Dicroglossidae). Russian Journal of Herpetology, vol. 19, no 3, p. 261-274.